# Henri Lefèvre
Henri Karel Lefèvre (Gent, 18 december 1863 - 11 december 1921) was een Belgisch senator.

## Levensloop
Lefèvre was de oudste van de vier kinderen van de wever Karel Hendrik Lefèvre (°1837) en van de huishoudster Stéphanie Slock.
Hij was pas negen toen hij ging werken in de katoenfabriek van J. de Hemptinne. Later werkte hij als retor-spinner. In 1883 vervulde hij zijn legerdienst. In 1890 trouwde hij met Caharina Desnirck (°1867). Zij kregen twee kinderen. 
In 1900 sloot hij aan bij de Katoenbewerkersvakbond. In 1903 nam hij deel aan de gemeenteraadsverkiezingen en werd verkozen. Hij was toen lokaalhouder van een bijhuis van de Vooruit in de Wondelgemstraat. Twee jaar later speelde hij een belangrijke rol in een succesvolle staking in de Gentse textielfabrieken voor de vermindering van de arbeidsduur. 
Na het overlijden van Louis Bar werd hij:
- in 1910 secretaris van de Gentse Socialistische Katoenbewerkersvakbond ;
- in 1911 beheerder van de coöperatie Vooruit;
- in 1913 lid van het Comité van het Stedelijk Werklozenfonds en Werkbeurs.

Na de Eerste Wereldoorlog werd Lefèvre ernstig ziek. Toch werd hij in november 1919 verkozen tot senator voor de Belgische Werkliedenpartij (BWP). In april 1920 bleek dat hij de cijns nodig voor de verkiesbaarheid, niet had betaald en werd zijn verkiezing ongeldig verklaard. 
In 1920 zat hij in verschillende commissies van de stad Gent. Hij was lid van de Commissie Openbare Gezondheid en van de Commissies voor Buitengewone Werken, voor Onderstandbarema en voor Opgeëischte Vluchtelingen. Op 24 april 1921 werd hij voor de derde maal herkozen als gemeenteraadslid. Later op het jaar volgde dan zijn verkiezing als provincieraadslid. 
Hij werd op 7 december 1921 verkozen tot provinciaal senator. Hij moest echter dringend een heelkundige ingreep ondergaan en overleefde het niet. Hij was nog niet in de gelegenheid geweest zijn geloofsbrieven te laten onderzoeken, noch de grondwettelijke eed af te leggen.